# Vermuntsee
Vermuntsee är en reservoar i Österrike. Den ligger i förbundslandet Vorarlberg, i den västra delen av landet. Vermuntsee ligger 1 876 meter över havet.
Trakten runt Vermuntsee består i huvudsak av gräsmarker och öppen barrskog.